# Église Saint-Symphorien de Marnay
Pour les articles homonymes, voir Église Saint-Symphorien.
L'église Saint-Symphorien est une église catholique située à Marnay, dans le département de la Haute-Saône, en France.

## Historique

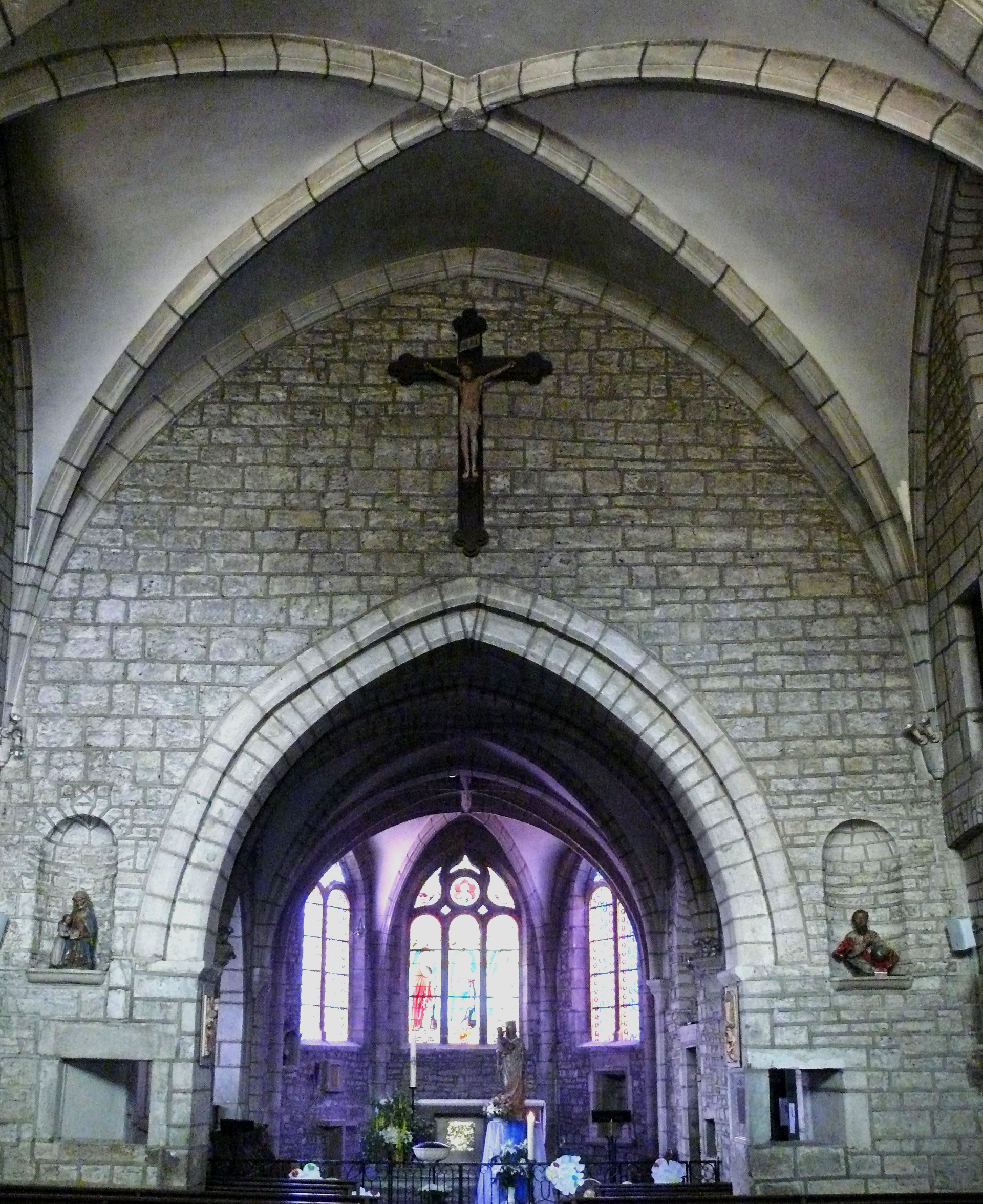
Chœur

L'église est bâtie à partir du XIIe siècle : la nef et la base du clocher datent de cette époque. D'importants travaux ont lieu entre le XIVe siècle et le XVIIe siècle. La façade principale date du XVIe siècle. Le chœur présente des stalles du XVIIIe siècle.
L'église présente cinq chapelles. La chapelle Notre-Dame-des-Sept-Douleurs possède une Vierge de pitié en pierre qui a pu être sculptée par un artiste ayant travaillé au monastère de Brou à la même époque et offerte par la famille Gorrevod, seigneurs de Marnay. La chapelle Notre-Dame-du-château était la chapelle des seigneurs de Marnay : elle surplombe une crypte et possède sa propre entrée.
L'édifice est inscrit au titre des monuments historiques par arrêté du 15 novembre 1926.

## Galerie: extérieur de l'église

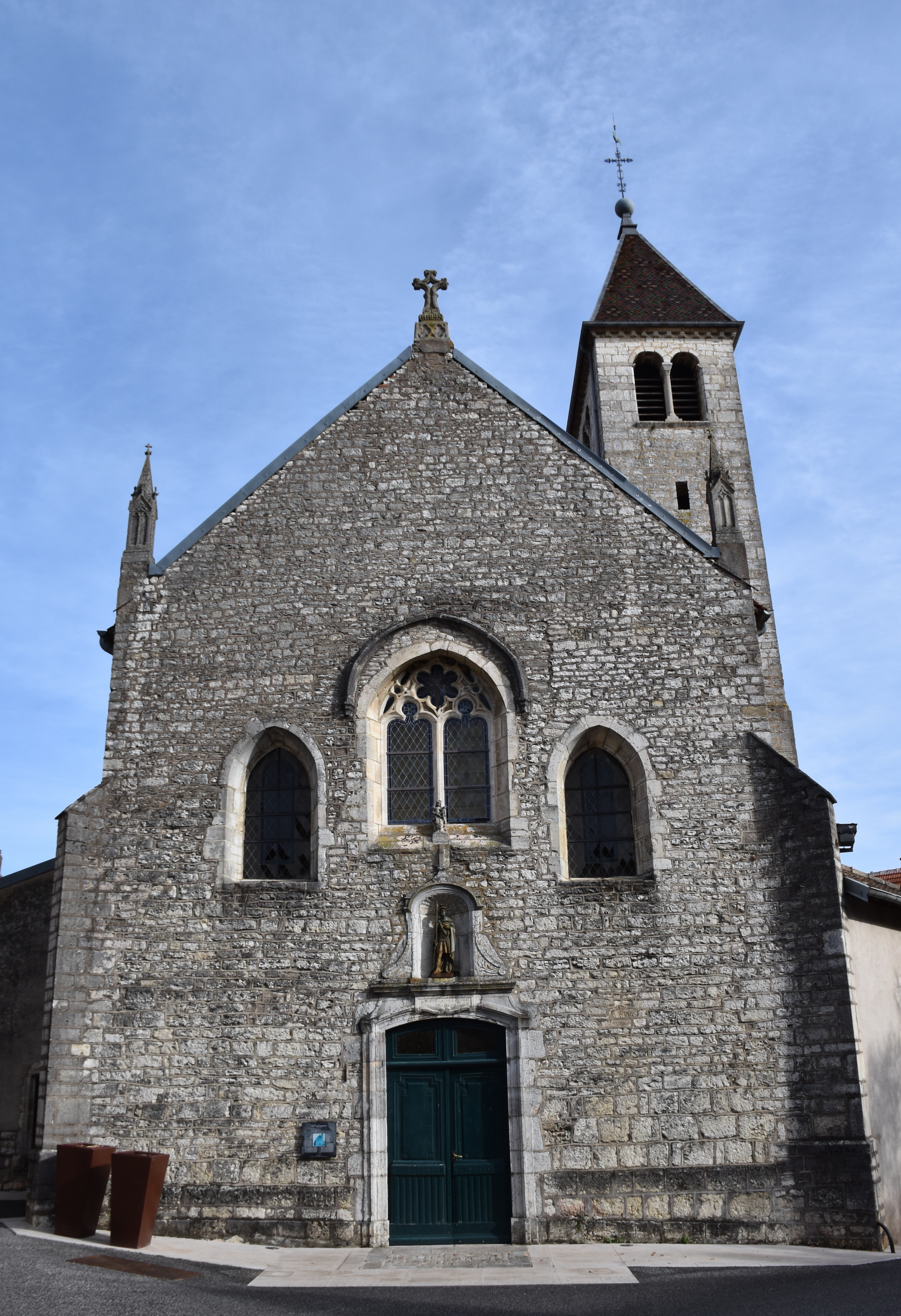
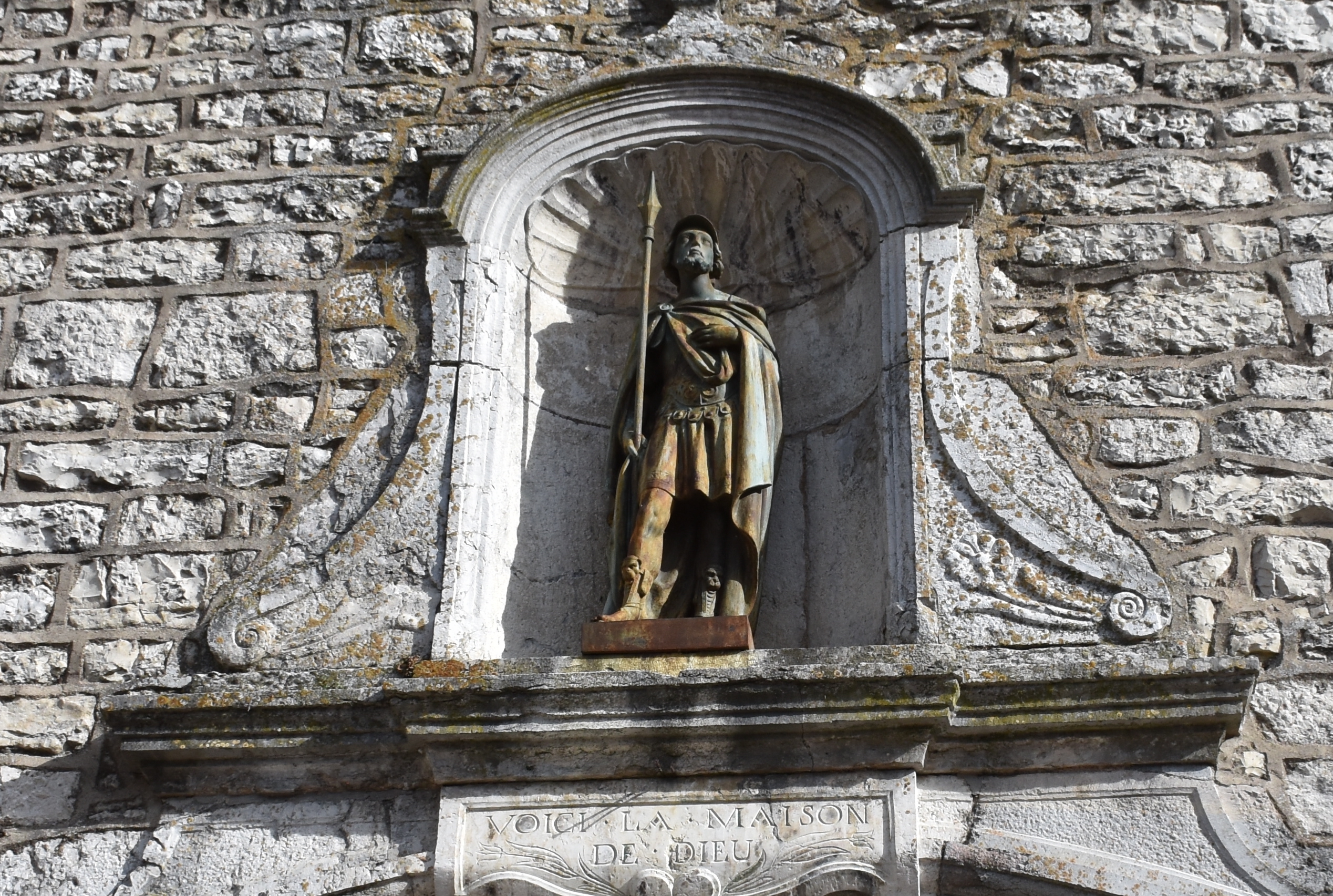
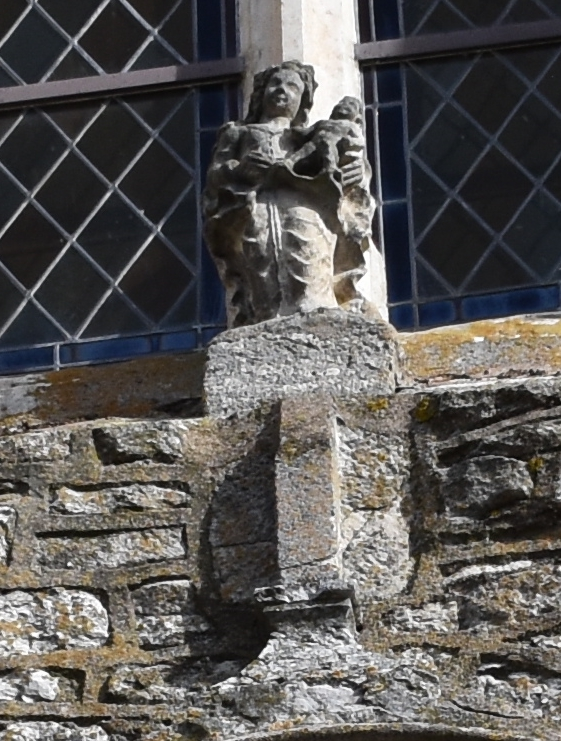
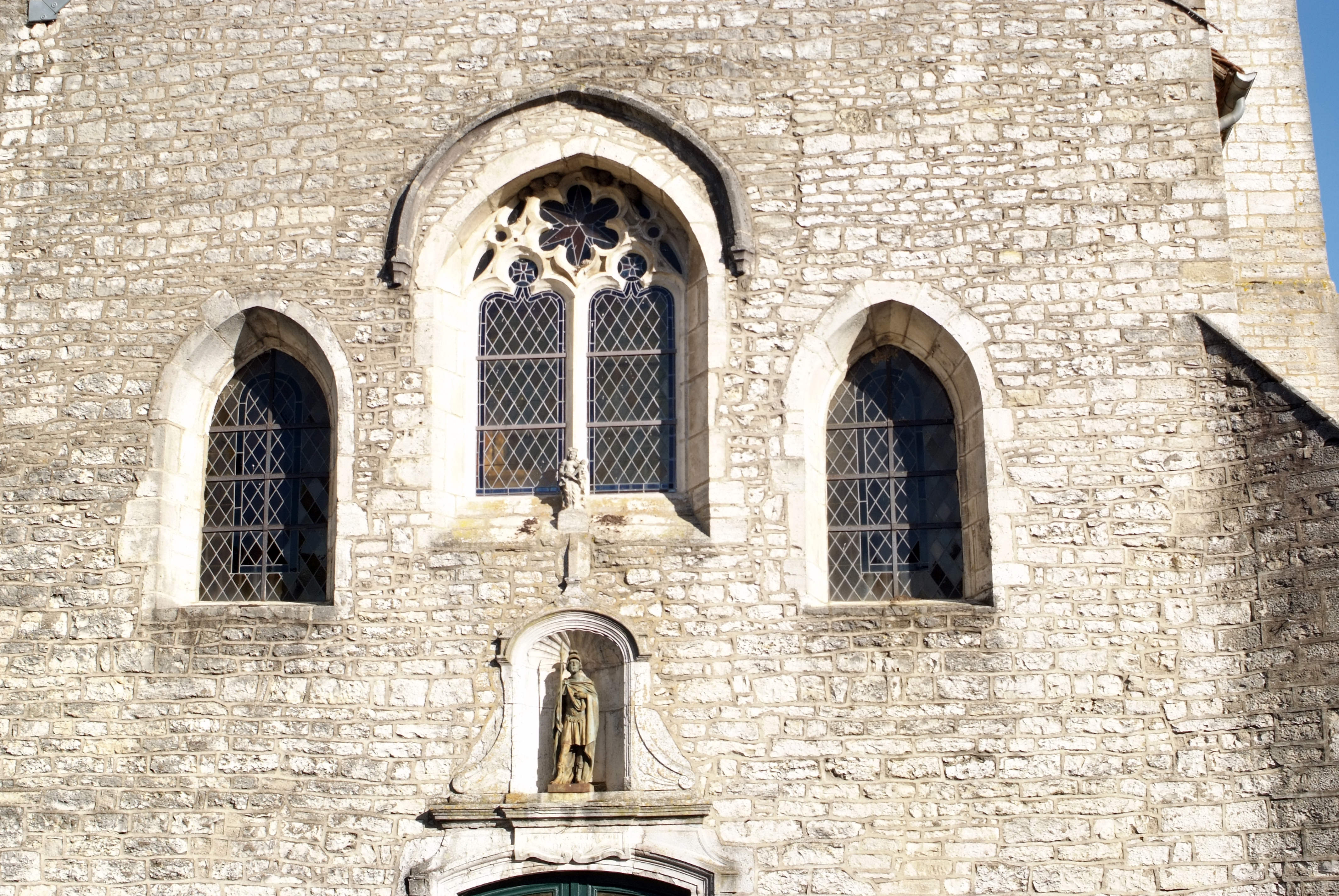
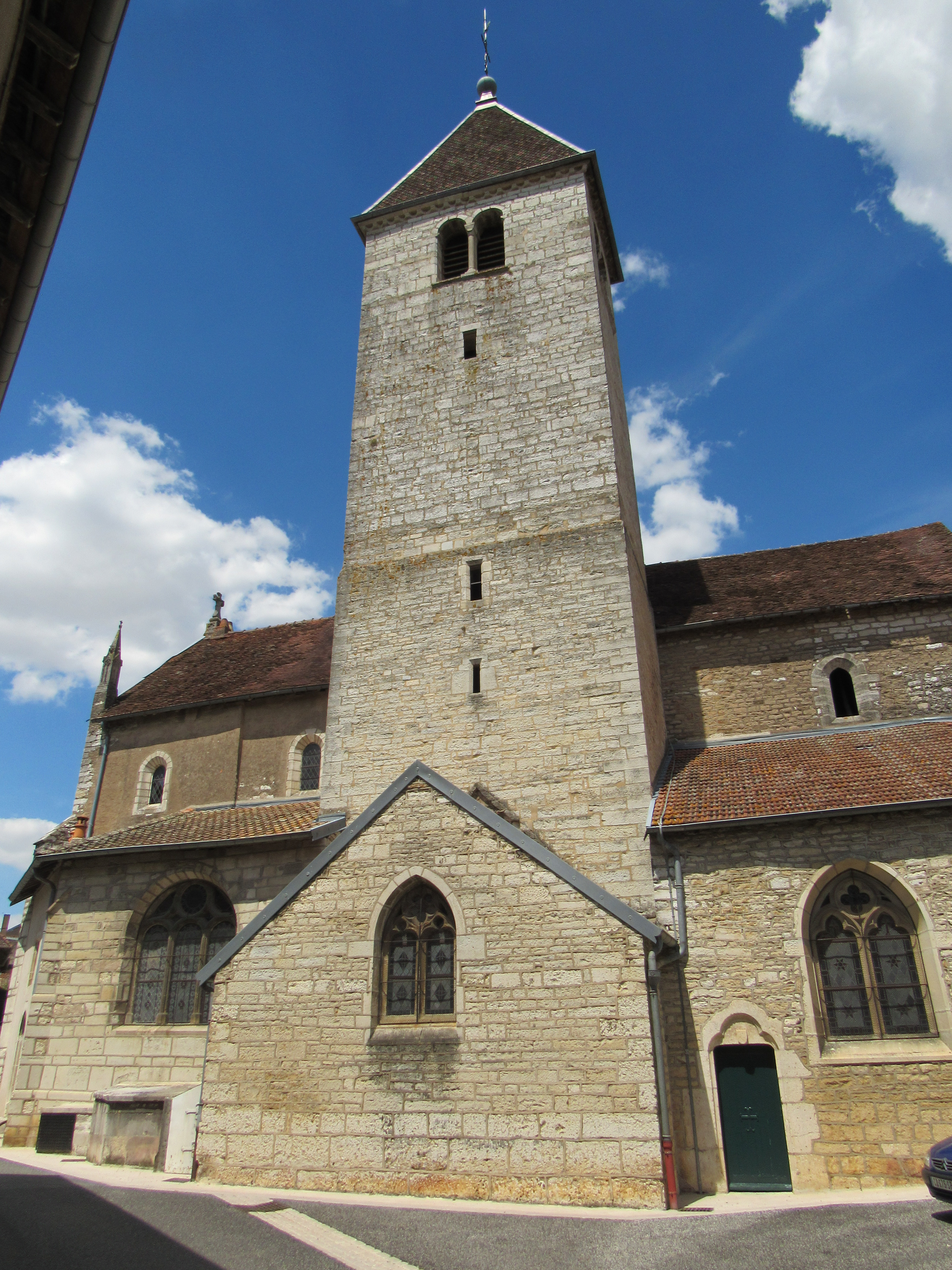
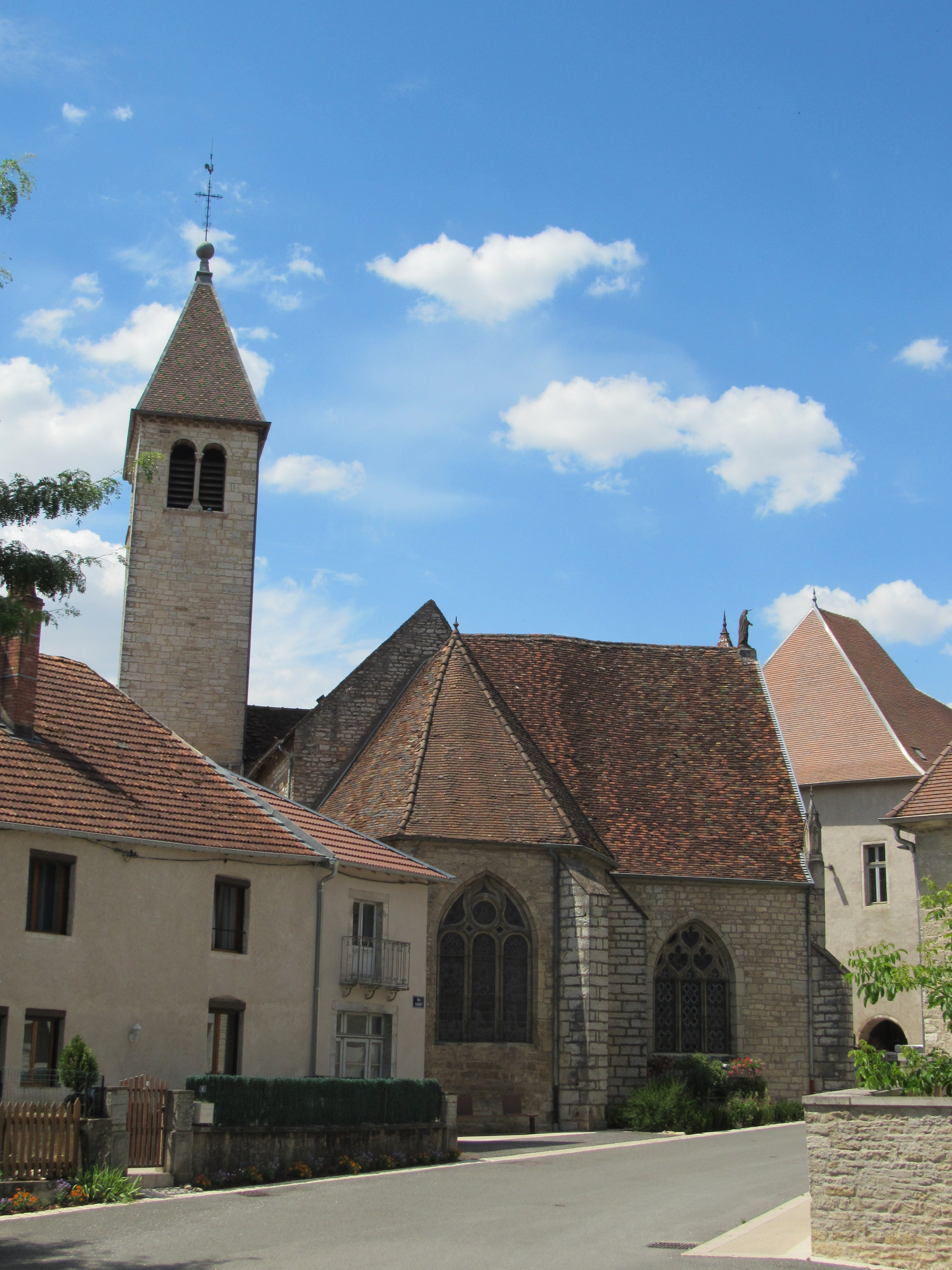

## Galerie: intérieur de l'église

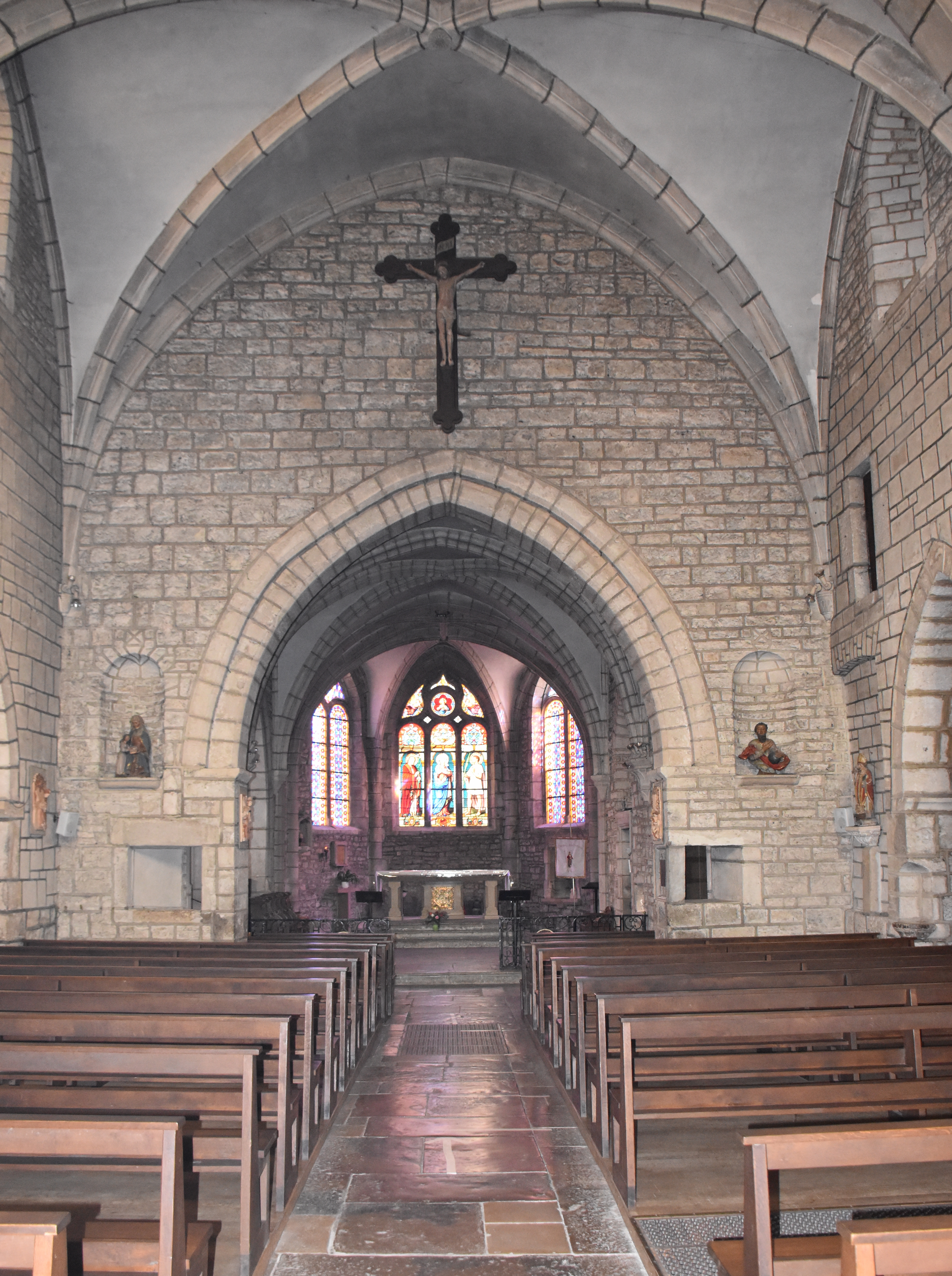
La nef.
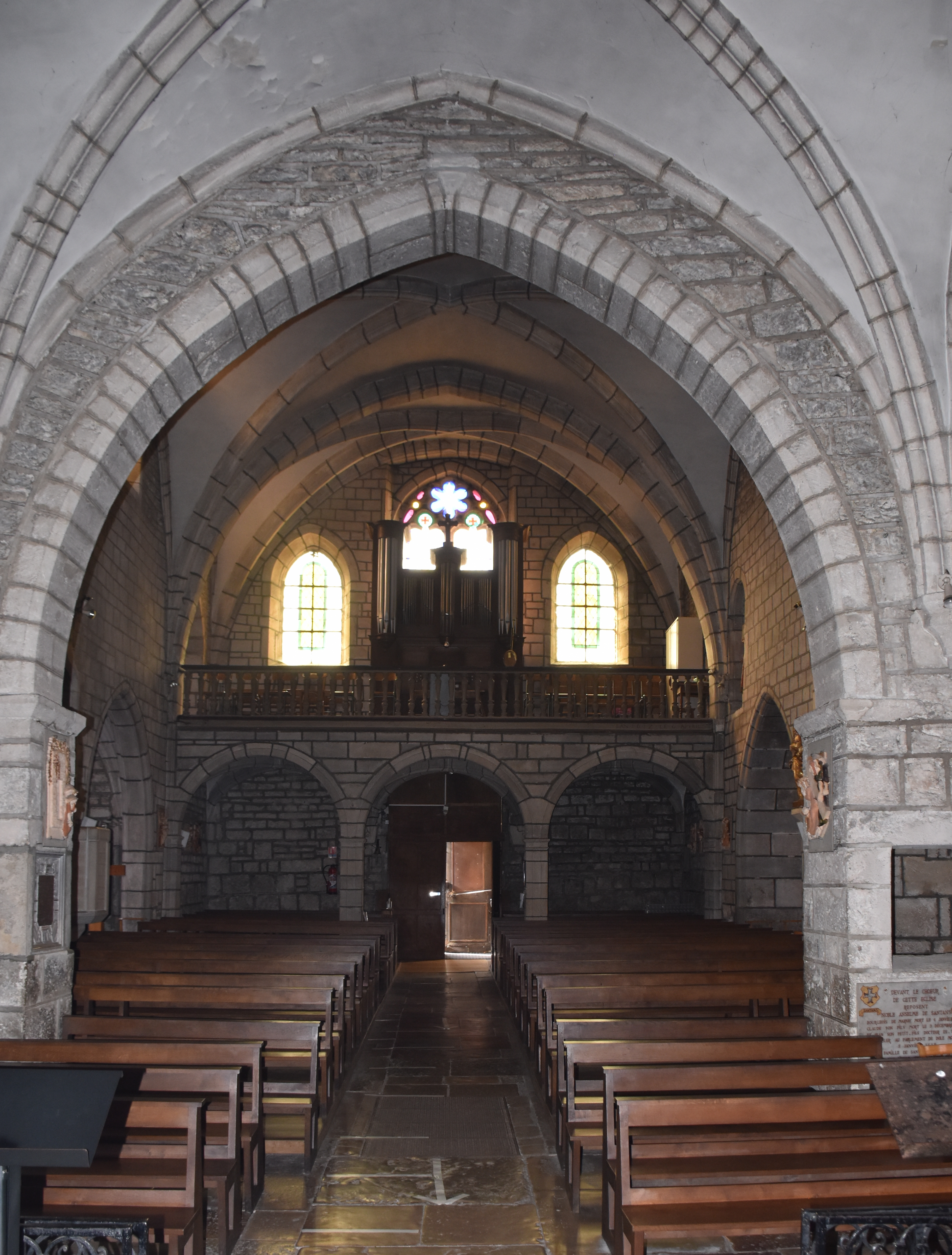
La nef côté porche.
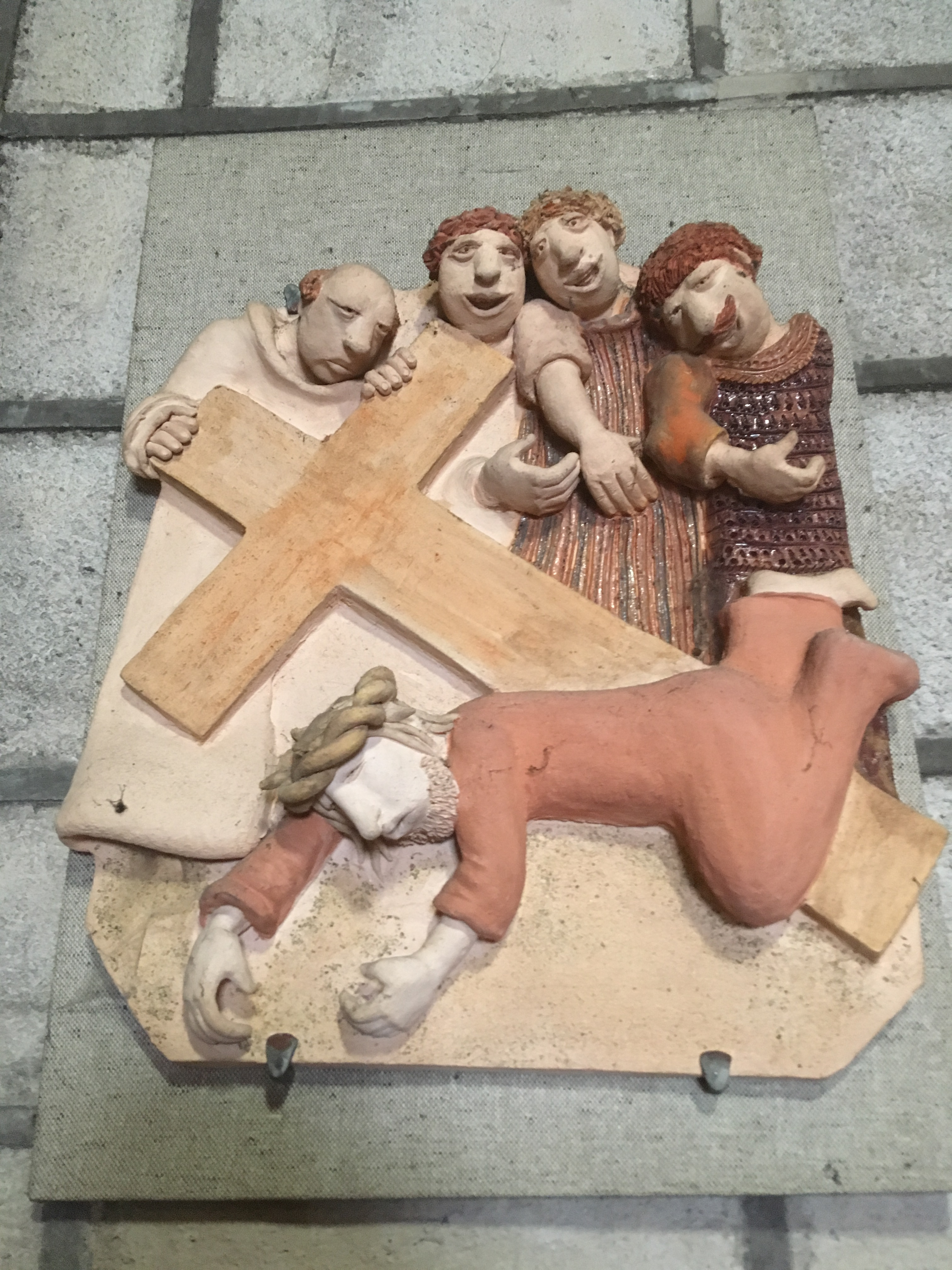
Une station du chemin de croix.
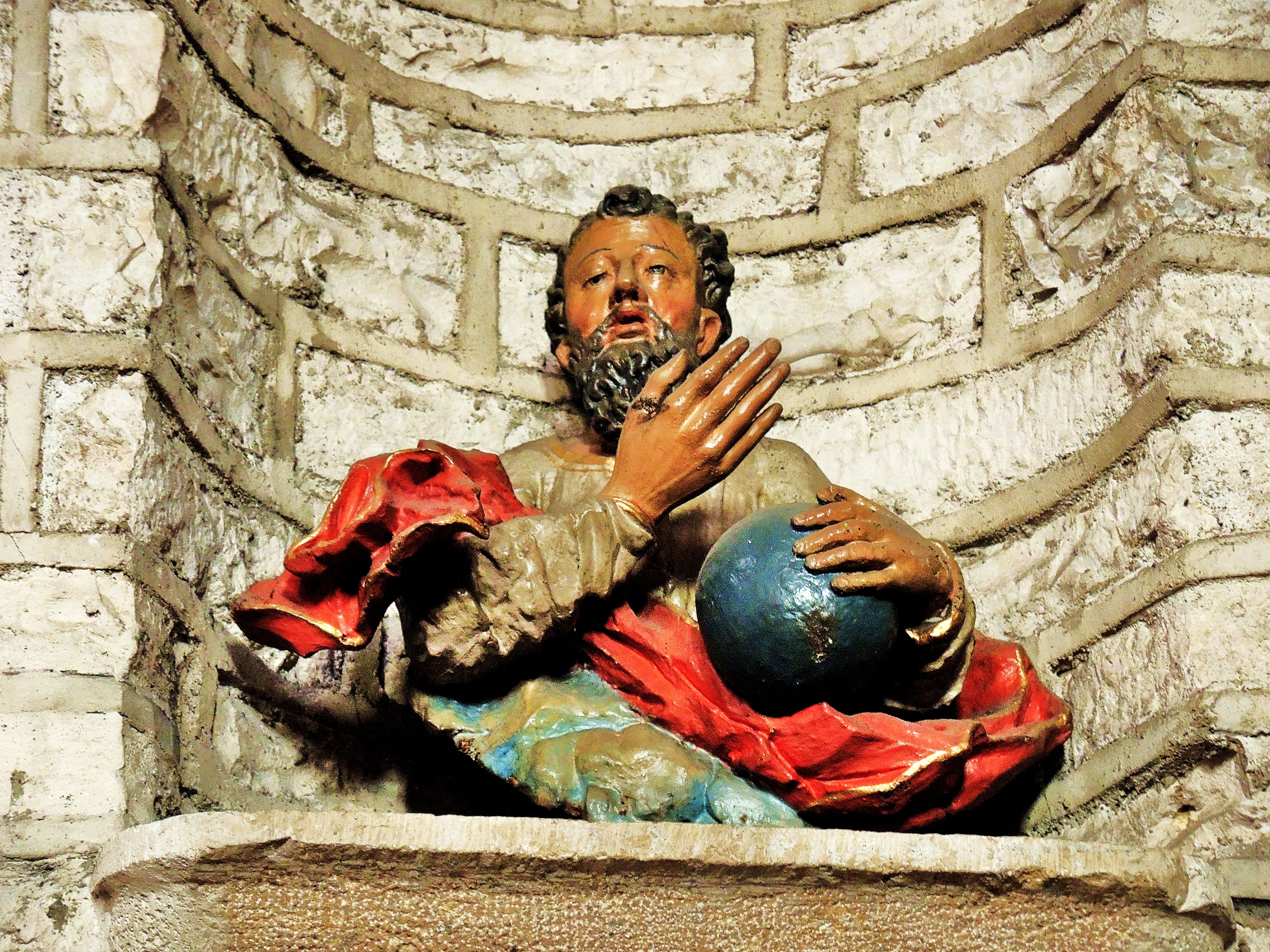
Statue polychrome dans l'église.
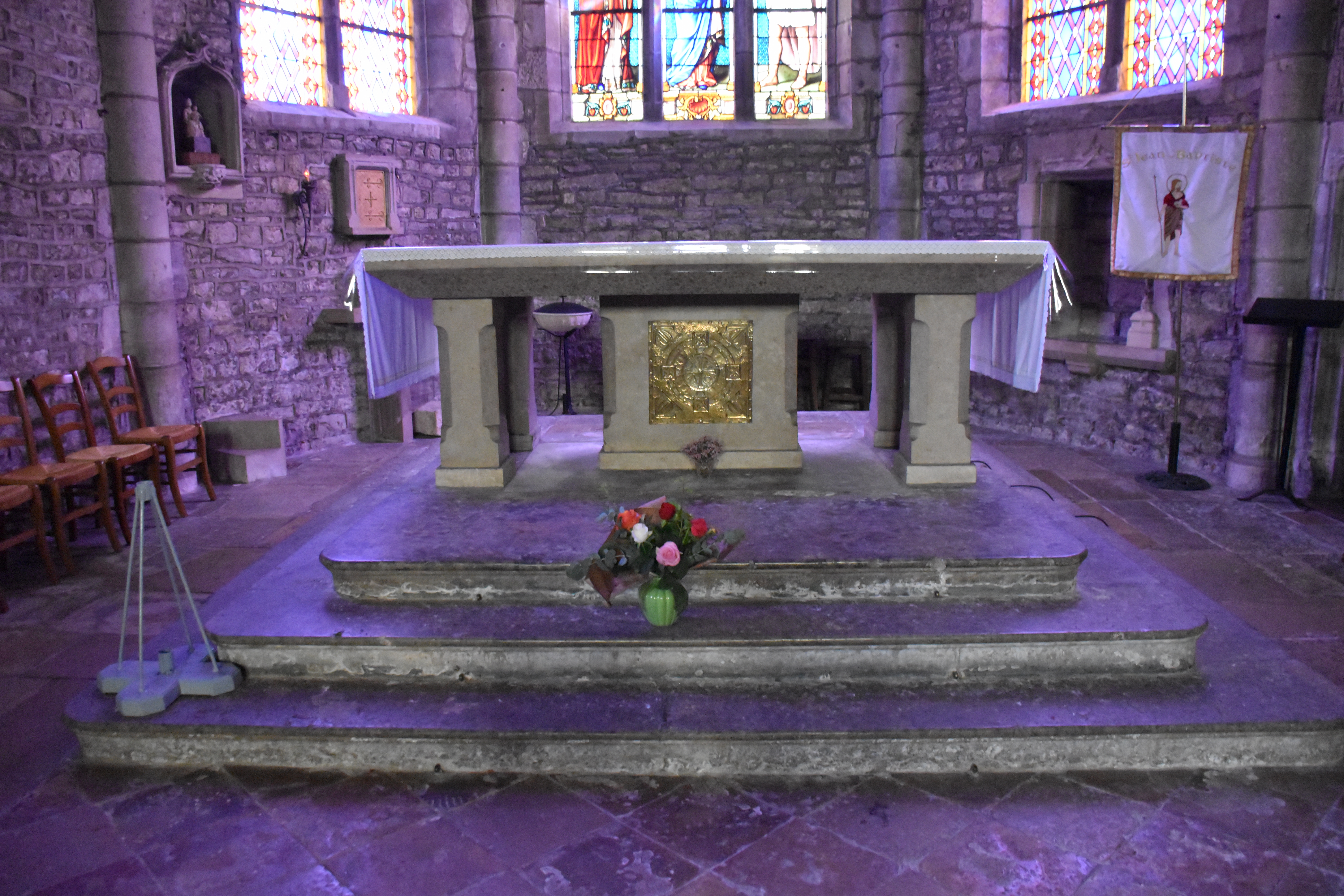
Le maître-autel.

## Annexes

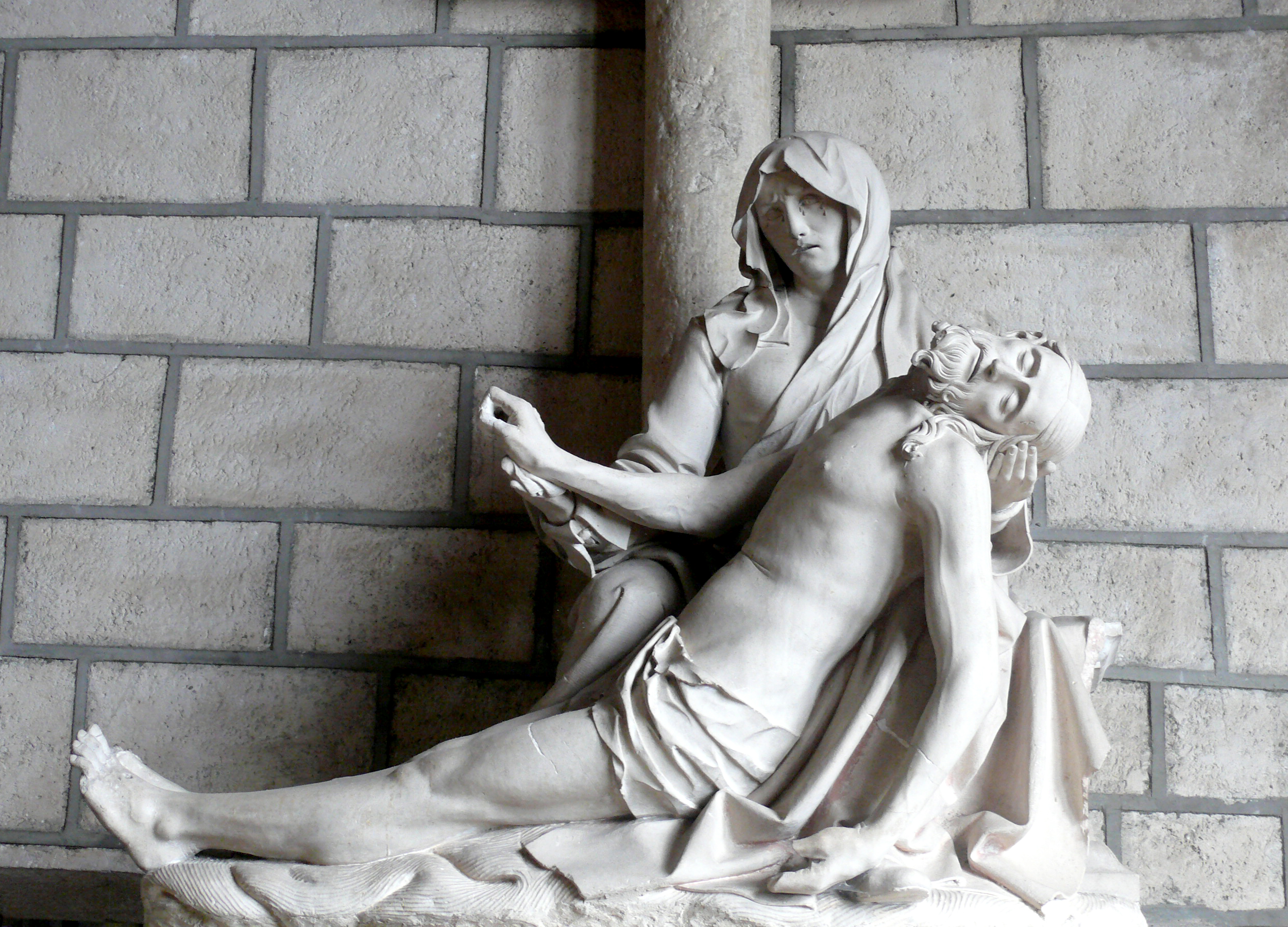
Pietà (XXVIe s.)